# Cna (dopływ Prypeci)
Cna (biał. i ros. Цна) – rzeka w południowej Białorusi (obwód brzeski), lewy dopływ Prypeci w zlewisku Morza Czarnego. Długość – 126 km, powierzchnia zlewni – 1130 km², średni przepływ u ujścia – 7,2 m³/s, spadek – 53 m, nachylenie – 0,4‰.
Płynie z północy na południe przez Polesie Prypeckie, uchodzi do Prypeci na wschód od Łunińca. Na długości 54 km skanalizowana. Dolina niewyraźna, szerokości 1–2 km.